# 싱가포르
싱가포르 공화국, 약칭 싱가포르는 동남아시아, 말레이 반도의 남쪽에 위치한 섬나라이자 항구 도시로 이루어진 도시 국가이다. 서쪽으로는 말라카 해협, 북쪽의 조호르 해협과 남쪽의 싱가포르 해협을 두고 각각 말레이시아, 인도네시아와 약간 분리되어 있다. 주요 섬 한 개와 63개의 군도, 그리고 한 개의 섬으로 구성되어 있으며, 독립 이후 광범위한 매립 공사로 인해 국토를 약 25% 넓혔다. 싱가포르는 세계에서 세 번째로 인구 밀도가 높은 나라지만, 도시 계획 덕분에 많은 녹지와 휴양 공간이 마련되어 있다. 다문화 사회인 싱가포르는 국가 내 주요 민족 집단의 문화적 정체성을 인정하여 영어, 말레이어, 중국어, 타밀어를 공식 언어로 지정하고 있다. 영어는 공용어로, 많은 공공 서비스에서 독점적으로 사용된다. 다민족주의는 헌법에 명시되어 있으며, 교육, 주택, 정치 등에서 국가 정책을 지속적으로 형성하고 있다.
싱가포르의 역사는 최소 800년 전으로 거슬러 올라간다. 당시에는 테마섹이라는 이름의 해상 교역 중심지로 알려졌고, 이후 여러 해상 제국의 일부가 되었다. 현대 싱가포르의 역사는 1819년 스탬퍼드 래플스가 싱가포르를 영국 제국의 중계 무역 기지로 설립하면서 시작되었다. 1867년, 싱가포르는 해협 식민지의 일부로서 대영 제국의 직할 통치 하에 들어갔다. 제2차 세계 대전 중인 1942년 싱가포르는 일본 제국에 의해 점령되었으며, 1945년 일본의 항복 이후 다시 영국의 직할 식민지가 되었다. 1959년 싱가포르는 자치권을 획득하였고, 1963년 말라야, 북보르네오, 사라왁과 함께 신생 말레이시아 연방의 일원이 되었다. 그러나 이념적 차이로 인해 2년 후 싱가포르는 연방에서 축출되었고, 1965년에 독립 주권 국가가 되었다.
독립 이후 초기에는 여러 진통이 있었지만, 천연자원이나 특별한 배후지(hinterland) 없이도 싱가포르는 빠르게 발전하여 아시아의 네 마리 용 중 하나로 자리잡았다. 국제 무역과 경제 세계화를 바탕으로 성장한 싱가포르는 자유 무역과 최소한의 무역 장벽, 수출 지향적 산업화, 그리고 대규모의 외국인 직접 투자 유치, 외환 보유고 축적, 그리고 국부 펀드 자산 운용을 통해 세계 경제에 성공적으로 통합되었다. 싱가포르는 2023년 기준으로 1인당 명목 국민소득은 7만5달러, PPP 환산 국민소득은 9만5달러로 세계에서 1인당 GDP(PPP)가 가장 높은 국가 중 하나이다. 또한 싱가포르는 모든 주요 신용 평가 기관으로부터 AAA 주권 신용 등급을 받은 아시아 유일의 국가로 조세 피난처로도 알려져 있다. 싱가포르는 주요 항공, 금융, 해상 운송 허브로서, 외국인 주재원과 노동자들에게 가장 생활비가 높은 도시 중 하나로 꾸준히 평가받고 있다. 싱가포르는 교육, 의료, 삶의 질, 개인 안전, 인프라, 주택 등 주요 사회 지표에서 높은 순위를 차지하고 있으며, 주택 자가 보유율은 88%에 달한다. 싱가포르 국민들은 세계에서 가장 긴 기대 수명, 가장 빠른 인터넷 속도, 가장 낮은 영아 사망률, 그리고 가장 낮은 부패 수준을 누리고 있다.
싱가포르는 웨스트민스터 체제를 따르는 단원제 의회 정부를 가진 공화국으로, 법률 시스템은 영미법을 기반으로 한다. 이론적으로는 다당제 민주주의와 자유 선거를 가진 나라지만, 인민행동당(PAP) 정부가 광범위한 통제와 정치적 지배력을 행사하고 있다. PAP는 1959년 완전한 내부 자치권을 획득한 이후로 계속해서 국가를 통치해왔으며, 의회에서 절대다수를 차지하고 있다. 싱가포르는 동남아시아 국가 연합(ASEAN)의 창립 5개국 중 하나이며, 아시아 태평양 경제협력체(APEC) 사무국과 태평양 경제 협력 회의(PECC) 사무국 본부가 위치해 있다. 그 외에도 여러 국제 회의와 행사를 개최한다. 싱가포르는 유엔, 세계무역기구(WTO), 동아시아 정상회의, 비동맹 운동, 그리고 영연방 회원국이기도 하다.
독립 당시 인구는 160만명이었으나 꾸준히 인구가 유입되어 약 592만명(2024년 기준)이다. 20세기 후반에 고속 경제 성장을 이룬 나라 중 하나로 정유시설과 금융산업은 세계에서 각각 3, 4번째로 크다. 이전 2010년 싱가포르의 경제 성장률은 15%로 아시아에서 가장 높았던 기록이 있다. 싱가포르는 교육, 의료, 삶의 질, 개인 안전, 낮은 부패, 주거 등 주요 사회 지표들의 조사에서 싱가포르 91%가 주택을 가지고 있다는 조사도 있으나 좁은 면적의 주택에 의한 생활 환경의 저하, 높은 월세 등의 문제도 가지고 있다.

## 국명
"싱가포르"라는 이름은 말레이어 이름인 "싱가푸라(Singapura)"를 영어식으로 변형한 것이다. "싱가푸라"는 산스크리트어로 "사자 도시"를 의미하는 단어에서 유래했다(산스크리트어: सिंहपुर). "풀라우 우종(Pulau Ujong)"은 싱가포르섬을 부르는 가장 이른 시기의 표현 중 하나로, '반도의 끝에 있는 섬'이라는 의미의 말레이어이다. 중국 문헌에서도 보라중(蒲羅中)으로 기록되었다.
"테마섹(Temasek)" 또는 "투마식(Tumasik)"이라는 이름은 1365년에 작성된 자바어 찬가집인 《나가라케르타가마》 등 동시기 베트남 문헌에서 발견된다. 이 이름은 말레이어로 '바다' 또는 '호수'를 의미하는 "tasek"에서 유래하여 '바다 마을'을 뜻하는 것으로 보인다. 원나라의 항해가인 왕대연은 1330년경 담마석(淡馬錫)이라는 장소를 방문했는데, 이는 "테마섹"을 표기한 것으로 추정되나, 말레이어로 땅을 의미하는 "타나"와 주석을 의미하는 중국어 "시"가 결합된 것으로 보기도 한다.
"싱하푸라(Siṃhapura)"라는 이름은 싱가푸라 왕국이 세워지기 전부터 이 지역의 여러 도시에서 사용되었다. 힌두-불교 문화에서 사자는 힘과 보호를 상징했기 때문에 이러한 이름이 선호되었을 가능성이 있다. "싱가푸라"라는 이름은 15세기 이전 어느 시점에 테마섹을 대체했는데, 팔렘방에서 도망쳐 온 수마트라의 라자가 섬에 싱가푸라 왕국을 세운 이후로 여겨진다. 그러나 정확한 명칭 변경 시기와 이유는 알려지지 않았다. 수마트라 라자 상 니라 우타마(Sang Nila Utama)가 13세기에 섬에서 사자를 발견하고 이를 길조로 여겨 "싱가푸라"로 명명했다는 내용이 《말레이 연대기》에 기록되어 있으나 자료의 성격상 온전한 역사적 사실로 믿어지지는 않는다.:37, 88–92:30–31 두 번째 가설은 포르투갈 자료에서 나온 것으로, 팔렘방의 파라메스와르와의 관련성을 보여준다. 파라메스와라는 마자파힛 제국으로부터 독립을 선언하고 사자 왕좌를 차지했지만, 이후 자바인에게 쫓겨 테마섹에 정착하며 이 지역을 "싱가푸라"로 개명했을 가능성이 제기된다. 일본령 싱가포르가 된 동안에는 "남쪽의 빛"을 의미하는 "쇼난(昭南)"으로 개명되었다.

## 역사

### 고대 싱가포르
1299년, 《말레이 연대기》에 따르면 상 니라 우타마가 싱가푸라 왕국을 싱가포르섬에 세웠다. 《말레이 연대기》에 기록된 내용의 역사적 정확성에 대해 학계에서는 논쟁이 있지만, 14세기 싱가포르(테메섹)는 마자파힛 제국과 시암 왕국의 영향을 받는 무역항이었으며, 인도 문화권의 일부였다는 사실은 여러 문서에서 확인된다.
이후의 사료에 따르면, 14세기 말경 이 지역의 통치자 파라메스와르는 마자파힛 제국이나 시암 왕국의 공격을 받아 말라카로 이주하여 말라카 술탄국을 설립하였다. 고고학적 증거에 따르면, 이 시기에 포트 캐닝 힐(Fort Canning Hill)에 있던 주요 정착지가 버려졌지만 그 후에도 한동안 작은 무역 정착지가 유지되었다. 1613년, 포르투갈 약탈자들이 이 정착지를 불태운 이후 싱가포르는 다음 두 세기 동안 역사의 무대에서 사라졌다. 이 시기까지 싱가포르는 명목상 조호르 술탄국의 일부로 여겨졌다. 1641년 네덜란드가 말라카를 정복한 이후, 이 지역의 해상 무역과 광범위한 지역은 네덜란드의 지배를 받게 되었다.

### 근대 이후
1819년 영국의 정치가 스탬포드 래플스가 싱가포르 섬에 영국인이 무역항을 두는 것을 허용하는 조약을 조호르와 협상한 끝에 싱가포르 식민지를 건설했다.
제2차 세계 대전 중 싱가포르는 1942년부터 일본 제국에 점령당했다. 1945년 일본 제국이 항복하자 싱가포르는 영국 식민지로 되돌아갔으나, 독립하면서 말라야 연방과 합병한다.
싱가포르의 집권 인민행동당과 말레이시아의 동맹당 간의 분쟁 및 사회 불안으로 인해 싱가포르는 말레이시아와 갈라서서 1965년 8월 9일에 독립 공화국이 되었다.
심각한 실업과 주택 위기에 직면한 싱가포르는 1960년대 후반부터 1970년대까지 제조업 건설, 대규모 공공 주택 단지 개발, 공교육에 대한 막대한 투자에 중점을 둔 현대화 프로그램에 착수했다.
1990년대까지 이 나라는 고도로 발달된 자유 시장 경제와 강력한 국제 무역 링크를 통해 세계에서 가장 번영하는 국가 중 하나가 되었고, 현재 아시아에서 1인당 국내총생산(GDP)이 가장 높으며, 유엔 인간개발지수(UN Human Development Index)에서 9위를 기록하고 있다.

## 자연 환경

### 지리
싱가포르는 63개의 섬으로 이루어져 있다. 말레이시아의 조호르와 다리로 연결되어 있는데, 북쪽은 조호르-싱가포르 코즈웨이를 통해, 서쪽은 투아스 제2 연결점에 연결되어 있다. 주롱섬, 풀라우 트콩, 풀라우 우빈, 센토사가 주요 섬이며, 가장 높은 산은 부킷 티마 힐로 해발 166미터이다. 본섬의 중심에 위치한 싱가포르 강의 남쪽이 원래 도시의 발당이었으며 현재는 다운타운 코어로 불린다. 이전에 그외 지역은 농장과 열대우림이었으나, 현재는 새로운 도시의 확장과 함께 거주와 쇼핑 그리고 산업단지로 바뀌었다.
싱가포르는 계속적인 간척 사업으로 1960년대에는 581.5km2의 면적에서 현재는 740km2로 확장되었다. 이는 서울(605.25km2)보다 약간 큰 면적으로 부산광역시(771.33km2)와 비슷하다. 2030년까지 100km2를 더 확장하는 것이 싱가포르 정부의 목표다. 이 과정에서 많은 작은 섬이 본섬과 연결되었는데, 주롱섬이 그 대표적인 경우이다.

### 기후
싱가포르는 북위 1도에 위치해 적도와 가깝기 때문에 연중 기온이 높고 강수량이 많은 전형적인 열대 우림 기후에 속한다. 연중 기온은 고르게 아침 최저 23 °C에서 낮 최고 32 °C를 보인다. 연평균 강수량은 2343.1mm 정도이며 11월에서 이듬해 1월까지 강수량이 많은 편이다. 눈은 내리지 않는다.
싱가포르의 기후에는 에어컨이 매우 중요하다. 싱가포르의 국부로 칭송받는 리콴유(1923~2015) 전 총리는 에어컨을 '싱가포르 성공의 일등공신'으로 삼았다고 한다. 무더운 기후로 업무와 생활에서 효율성이 떨어지는 것을 막기 위해, 총리가 에어컨을 마음껏 틀 수 있도록 한 것이 경제 성장에 큰 역할을 했다는 것이다.
| 싱가포르의 기후                                                                      | 싱가포르의 기후 | 싱가포르의 기후 | 싱가포르의 기후 | 싱가포르의 기후 | 싱가포르의 기후 | 싱가포르의 기후 | 싱가포르의 기후 | 싱가포르의 기후 | 싱가포르의 기후 | 싱가포르의 기후 | 싱가포르의 기후 | 싱가포르의 기후 | 싱가포르의 기후 |
| 월                                                                                   | 1월             | 2월             | 3월             | 4월             | 5월             | 6월             | 7월             | 8월             | 9월             | 10월            | 11월            | 12월            | 연간            |
| ------------------------------------------------------------------------------------ | --------------- | --------------- | --------------- | --------------- | --------------- | --------------- | --------------- | --------------- | --------------- | --------------- | --------------- | --------------- | --------------- |
| 역대 최고 기온 °C (°F)                                                               | 35.2 (95.4)     | 35.2 (95.4)     | 36.0 (96.8)     | 35.8 (96.4)     | 35.4 (95.7)     | 35.0 (95.0)     | 34.0 (93.2)     | 34.2 (93.6)     | 34.4 (93.9)     | 34.6 (94.3)     | 34.4 (93.9)     | 33.8 (92.8)     | 36.0 (96.8)     |
| 일평균 최고 기온 °C (°F)                                                             | 30.6 (87.1)     | 31.5 (88.7)     | 32.2 (90.0)     | 32.4 (90.3)     | 32.3 (90.1)     | 31.9 (89.4)     | 31.4 (88.5)     | 31.4 (88.5)     | 31.6 (88.9)     | 31.8 (89.2)     | 31.2 (88.2)     | 30.5 (86.9)     | 31.6 (88.9)     |
| 일일 평균 기온 °C (°F)                                                               | 26.8 (80.2)     | 27.3 (81.1)     | 27.8 (82.0)     | 28.2 (82.8)     | 28.6 (83.5)     | 28.5 (83.3)     | 28.2 (82.8)     | 28.1 (82.6)     | 28.0 (82.4)     | 27.9 (82.2)     | 27.2 (81.0)     | 26.8 (80.2)     | 27.8 (82.0)     |
| 일평균 최저 기온 °C (°F)                                                             | 24.3 (75.7)     | 24.6 (76.3)     | 24.9 (76.8)     | 25.3 (77.5)     | 25.7 (78.3)     | 25.7 (78.3)     | 25.4 (77.7)     | 25.3 (77.5)     | 25.2 (77.4)     | 25.0 (77.0)     | 24.6 (76.3)     | 24.3 (75.7)     | 25.0 (77.0)     |
| 역대 최저 기온 °C (°F)                                                               | 19.4 (66.9)     | 19.7 (67.5)     | 20.2 (68.4)     | 20.7 (69.3)     | 21.2 (70.2)     | 20.8 (69.4)     | 19.7 (67.5)     | 20.2 (68.4)     | 20.7 (69.3)     | 20.6 (69.1)     | 21.1 (70.0)     | 20.6 (69.1)     | 19.4 (66.9)     |
| 평균 강우량 mm (인치)                                                                | 221.6 (8.72)    | 105.1 (4.14)    | 151.7 (5.97)    | 164.3 (6.47)    | 164.3 (6.47)    | 135.3 (5.33)    | 146.6 (5.77)    | 146.9 (5.78)    | 124.9 (4.92)    | 168.3 (6.63)    | 252.3 (9.93)    | 331.9 (13.07)   | 2,113.2 (83.20) |
| 평균 강우일수 (≥ 0.2 mm)                                                             | 13              | 9               | 12              | 15              | 15              | 13              | 14              | 14              | 13              | 15              | 19              | 19              | 171             |
| 평균 상대 습도 (%)                                                                   | 83.5            | 81.2            | 81.7            | 82.6            | 82.3            | 80.9            | 80.9            | 80.7            | 80.7            | 81.5            | 84.9            | 85.5            | 82.2            |
| 평균 월간 일조시간                                                                   | 180.4           | 198.6           | 196.6           | 182.4           | 184.8           | 175.4           | 188.5           | 184.6           | 161.4           | 155.0           | 133.2           | 133.1           | 2,074           |
| 출처 1: 싱가포르 국립환경청 (평년값: 1991년~2020년, 극값: 1929년~1941년/1948년~현재) |                 |                 |                 |                 |                 |                 |                 |                 |                 |                 |                 |                 |                 |
| 출처 2: 미국 해양대기청 (일조시간, 1991년~2020년)                                    |                 |                 |                 |                 |                 |                 |                 |                 |                 |                 |                 |                 |                 |

## 정치

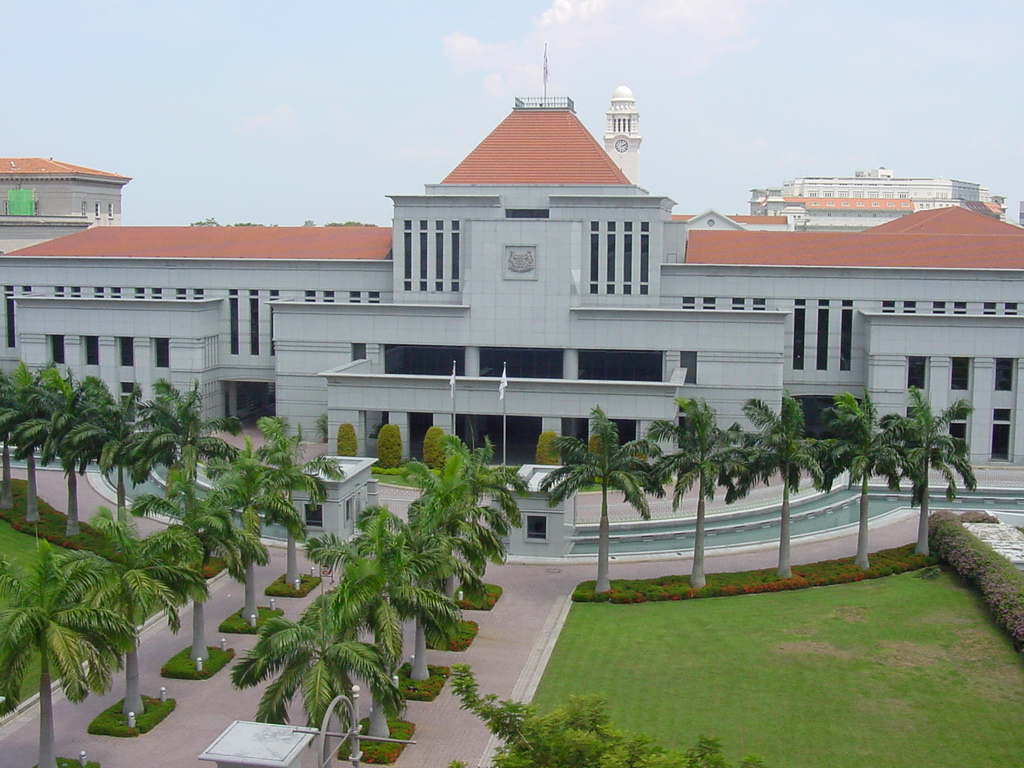
싱가포르 의회

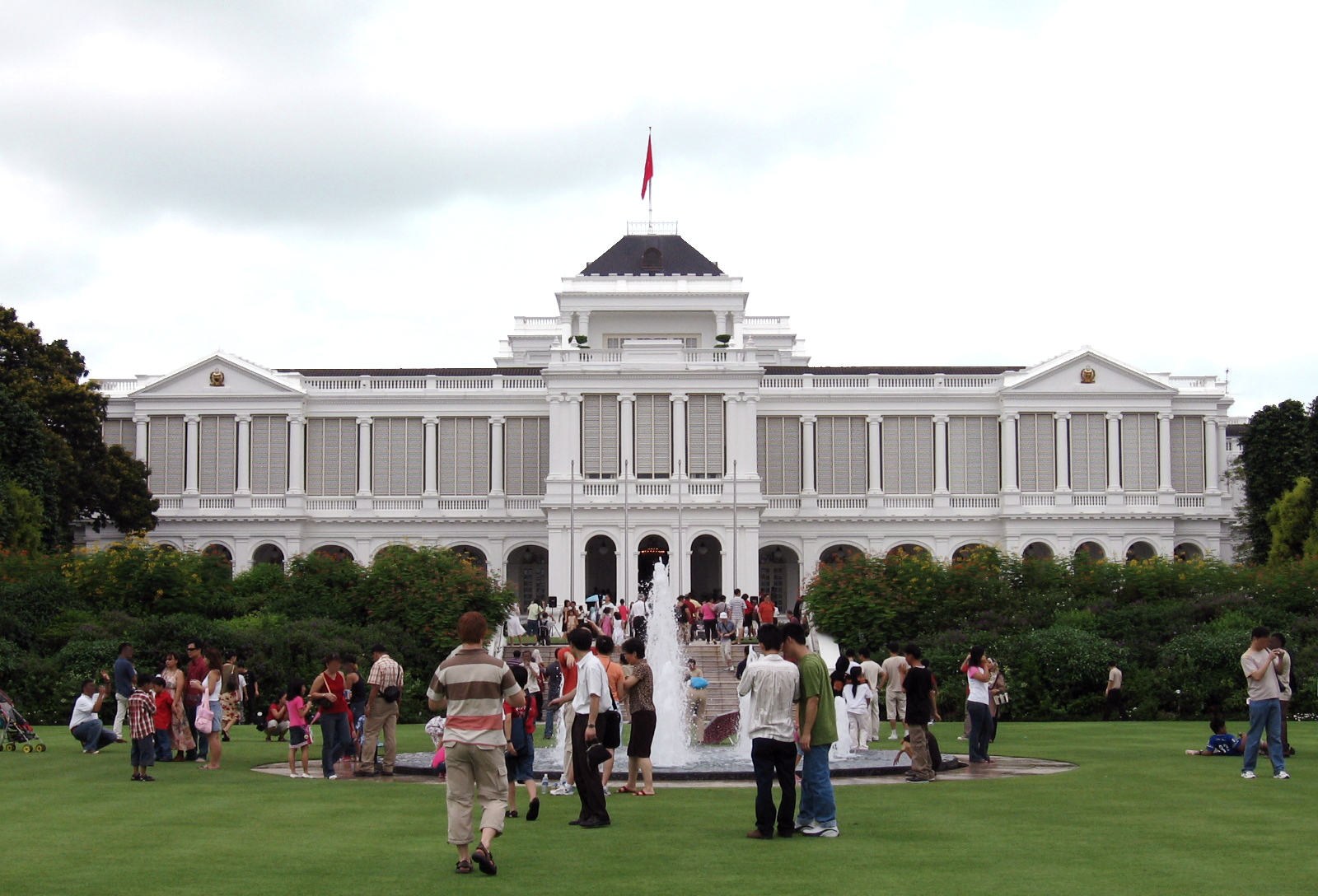
싱가포르 대통령 집무실, 더 이스타나

### 국가의 정체성
성문헌법을 가진 영국식 의회 정부의 공화국으로, 행정권이 내각에 있는 의원 내각제이다. 총리가 모든 권한을 위임 받고 내각을 이끌고 있다. 1991년 개정된 의회의원 선거법에서 복수정당을 기반으로 하는 민주적 투표로 의회가 구성되게 되었다. 다만 의회는 인민행동당의 영향력이 크다.

### 정당
1959년부터 현재까지 리콴유가 이끌었던 보수주의 정당인 인민행동당이 여당으로 집권하고 있다. 야당으로 싱가포르 노동자당, 싱가포르 민주당, 싱가포르 민주연합 등의 많은 정당들이 있으나 여당의 장기 집권과 강력한 정권의 힘(검열, 게리멘더링(선거구 조작), 민주화 운동 탄압)으로 존재가 미미하다. 이 때문에 공산주의 국가나 사회주의 국가보다 더 강력한 독재국가로 보는 시각도 있다. 그리고 인민 행동당의 강력한 독재 체제에 야당들은 정치적인 역할이 엄청 약하기 때문에 보수주의적 일당 독재를 할 수 있으므로, 싱가포르 의회는 오직 인민 행동당의 정권 장악력이 크다는 것이다.

### 행정 구역
크게 서부, 북부, 북동부, 동부, 중부의 5개 지역으로 나뉘며 퀸즈타운, 센트럴에리어 등 66개 도시 계획 구역으로 이루어진다.

### 사법
싱가포르의 모든 사법적 권한은 싱가포르 헌법에 의해 대법원과 그의 부속 법원에 부여되어 있다. 대법원은 항소심법원(the Court of Appeal)과 고등 법원(the High Court)으로 구성되며 항소심 법원은 형사 및 민사 사건의 항소심을 수행하고, 고등 법원은 형사 및 민사 사건의 원심과 상소심을 수행한다. 대법원장, 항소심 판사, 사법 위원(Judicial Commissioners)과 고등법원 판사는 총리가 제청한 후보 중에서 대통령이 임명한다. 총리는 판사를 추천하기 전에 대법원 판사와 협의하여야 한다.
헌법에 의해 사법권은 대법원에 있으나, 인민행동당의 영향력에서 벗어나지 못하다는 비판도 있다.

### 법률
싱가포르의 법은 영국과 영인도의 법 그리고 영미법(코먼로)에 기반하고 있으나, 집권당인 인민행동당은 다민족 · 다종교 사회인 싱가포르의 국익을 이유로 서양의 자유민주주의 가치를 그대로 따르는 것에 반대하기 때문에 이와 관련된 부분(표현의 자유)은 제한하고 있으며, 수많은 무거운 벌금 체계가 존재한다.
특히, 현재까지 태형이 존재하는 몇 안 되는 국가이며, 엠네스티에서는 싱가포르를 사형률이 높은 나라 중 하나로 보고 있다. 1994년 공공기물파손죄를 지은 미국인 청소년 마이클 페이에 대한 태형 논란으로 미국과 마찰을 빚기까지 하였다.
싱가포르의 태형은 심장병이 없는 50세 이하의 남성을 대상으로 3대에서 24대까지 때리며 21세기 들어서는 기계로 때리기도 한다.

### 국방
징병제 시행 국가로 2년동안 복무하며, 이후 40세까지 예비군으로 복무한다. 정규군 7만1천600명과 예비군 35만명으로 이뤄져있다. 말레이시아의 침공가능성을 항상 우려하여 국방에서는 신경을 많이 쓴다. 싱가포르 공군의 경우 자국 영토의 협소함과 유사시 전력이 한꺼번에 망실되는 것을 방지하는 목적 및 다국적 훈련교류 차원에서 해외 우방국들과 교류협정을 맺어 자국 공군의 일부 항공기 전력들을 주둔시키고 있다. 싱가포르 공군은 새 기종을 도입 할 때마다 당대 최신기종을 도입하여 질적으로 최고를 추구하고 전략적으로도 위기사항이 닥치면 수동적인 방어태세보단 능동적인 선제공격 작전을 구사하는 능동적인 엘리트 공군을 추구하고 있다.
- 프랑스 Cazaux 공군기지 주둔 A-4SU 공격기 4기, TA-4SU 공격기 7기
- 미국 Mountain Home 공군기지 주둔 F-15SG 전폭기 10기 (마운튼 홈 미공군 기지 소속으로 되어있기 때문에 수직미익에 미공군기들과 같이 마운튼 홈을 뜻하는 MO라는 글자가 있다.)
- 미국 Luke 공군기지 주둔 F-16C 전투기 8기, F-16D 전투기 6기 (컨포멀 탱크와 전자전 장비가 내장된 도설 스파인 등을 장비해 Block60에 준하는 성능을 가지고 있기에 Block52+ 라고도 한다.)
- 미국 Silverbell 육군헬기장 주둔 AH-64D 공격헬기 8기
- 미국 Redmond Taylor 육군헬기장 주둔 CH-47SD 수송헬기 6기
- 호주 Oakey 육군항공센터 주둔 AS532UL 수송헬기 12기
- 호주 Pearce 공군기지 주둔 PC-21 훈련기 19기

F-5S 전폭기,E-2C 조기경보기,G-550조기경보통제기,포커50(해상초계기,수송기 2가지 용도로 운용중),KC-135R 공중급유기 6대,KC-130B/H 공중급유기,C-130H 수송기,AH-64D 공격헬기,AS-332/532 헬기,CH-47SD 수송헬기,F-5T 훈련기,M-346 전술입문기,PC-21,A/TA-4SU 훈련기,S-70 해상작전헬기(해군 항공대 운용),A-4SU 공격기는 F-15SG 전폭기에 밀려 이제는 1선 전력에서는 물러나고 있다.

### 대외 관계
일본과는 2002년 초 전면적인 경제협력협정인 "일-싱가포르 신시대 경제동반자협정(日本・シンガポール新時代経済連携協定, Japan-Singapore Economic Agreement for a New Age Partnership: JSEPA)"을 체결했다. 이로써 싱가포르는 일본에게 최초의 자유무역협정 대상국이 되었다. 고이즈미 준이치로 수상의 동남아순방(2002년 1월)에 맞춰 체결된 JSEPA는 관세 및 비관세 장벽을 제거하는 자유무역협정(FTA)을 포괄하고 금융, 정보통신기술, 인재 양성 등의 분야를 포함하고 있다. 양국 무역량의 98% 이상에 상당하는 품목의 관세가 철폐(2000년 금액 기준)되어 일본의 싱가포르 수출은 무관세, 싱가포르의 대일 수출은 94%가 제로 관세를 적용받게 되었다. 인도네시아와 싱가포르는 1973년 협정을 기본으로 2005년까지 바탐섬 북부 지역에 관한 분쟁을 완결하기로 합의한 상태이다.

#### 대한민국과의 관계
대한민국은 1970년 12월 싱가포르에 통상경제대표부를 개설했다. 이 대표부는 1971년 7월 총영사관으로 승격되었다가 1975년 8월 대사관으로 승격됐다. 양국은 1972년 항공협정을 체결했다. 1979년 11월에는 이중과세방지협정이 체결되었다. 특히 건설업계의 교류가 활발한데 싱가포르의 창이국제공항을 비롯한 많은 주요 건물을 한국 건설업체가 건설하였다.
양국은 서로 10위권 내의 교역 상대국이며, 주로 전자전기제품, 기계류가 수출입 품목이며, 특히 1998년 외환 위기 이후 한국에의 투자가 많이 이루어졌다. 2000년에 정점을 이루다가 줄어들었으나 현재는 다시 늘어나는 추세이다. 대한민국의 대(對)싱가포르 수출은 152억4420만USD, 싱가포르의 대(對)대한민국 수출은 78억4953만USD(각 2010년)에 달하여, 싱가포르는 대한민국에 있어서 제5위의 수출국, 제14위의 수입국이다.
특히 싱가포르 투자청(GIC, Government of Singapore Investment Corporation)은 1999년 잠실 시그마타워, 2000년에는 프라임타워, 서울파이낸스타워, 무교빌딩, 코오롱빌딩 등의 대형 부동산을 매입했으며, 2005년에는 서울 역삼동의 45층짜리 스타타워빌딩을 매입하였다. 이러한 한국의 부동산 투자 과정에서 탈루 논란에 휩싸이기도 했다. 현재 한국인 선수들이 싱가포르 축구 리그에 진출해 있다.

## 경제
싱가포르의 경제정책은 국가에서 통제하는 권위주의식 자본주의이다. 2024년 기준으로 국내총생산(GDP)은 8,799.80억$로 28위의 해당하는 경제규모이며, 1인당 GDP는 89000$가 넘는 부유한 국가이다. 싱가포르는 고도로 발달된 시장 기반 경제를 가지고 있으며, 역사적으로 수출입 무역에 의존하여 발달하여 왔다. 제조업도 발전한 편인데, 2005년 기준으로 국민총생산의 28%가 제조업으로부터 나왔다. 주요 생산품은 전자, 석유화학, 기계공학과 의약품 제조이다.
싱가포르는 런던, 뉴욕, 도쿄에 이은 세계에서 4번째로 큰 외환시장을 가지고 있으며, 사업가들에게 가장 친화적인 정책과 환경으로 평가 받고 있다. 홍콩, 대한민국, 중화민국과 함께 싱가포르는 아시아의 네 마리 용(NIEs)으로 불리곤 한다.
싱가포르는 관광산업으로도 유명한데, 2013년에는 1 500만 명의 관광객이 싱가포르를 방문했다. 싱가포르 정부는 2005년에는 관광산업을 진흥하기 위해 도박을 합법화시켰으며, 마리나 사우스와 센토사 섬에 새로운 테마파크를 세우는 계획을 하고 있다. 또한 싱가포르 음식 축제, 칭게이 축제 등의 관광 이벤트를 추진하고 있다.
2001년 아시아 외환위기 당시 GDP가 2.2% 떨어지는 어려움을 겪게 되자 2001년 12월에 경제검토위원회(ERC, The Economic Review Committee)를 세우고 경제에 다시 활력을 심어주기 위한 정책 수정을 제시하였으며, 이로부터 침체에서 벗어나게 되었다. 2004년에는 8.3%, 2005년에는 6.4%의 경제성장을 이루었다.
현재까지 발견된 조사자료 등에 따르면 싱가포르 정부는 상당히 효율적이고 청렴도가 높은 편이며 투명한 시장 경제를 지지하고 있다고 평가받고 있다. 1960년대부터 시작한 주택개발위원회에 의한 “플랫”(Flat)이라고 불리던 대규모 정부 공급 아파트 정책이나 경쟁력이 우수한 교육 시스템이 유명하다. 미디어, 사회간접시설, 교통 등 대부분의 지역 경제는 정부 소유의 회사가 주도하고 있다.
한국의 부가가치세와 비슷한 싱가포르의 상품 및 서비스 세금(GST, Goods and Services Tax)는 1994년 4월 1일부터 3%로 부과되었다. 이를 통해 16억 달러의 정부 재원을 조달할 수 있었다. GST는 2003년에는 4%, 2004년에는 5%로 인상되었으며, 2007년 7월 1일부터 7%로 인상되었다. 싱가포르의 고소득자 소득세율은 약 20%다.

싱가포르 도심 파노라마

## 교통
싱가포르는 아시아의 국제 교통 허브로, 많은 항공 및 해운 노선이 이곳을 지난다. 차량은 말레이시아와 마찬가지로 좌측통행을 한다. 홍콩처럼 땅이 좁아서 자동차 소유자에게 매우 높은 세금을 매기고 있으며, 자동차 구입 비용 또한 세계에서 가장 높아 인구는 605만명 가까이 되지만 자동차는 65만대가 등록되어 있다.

### 항만
- 싱가포르 항 : PSA 인터내셔널과 주롱 포트가 운영하고 있다.

### 공항
- 싱가포르 창이 공항
- 싱가포르 셀레타 공항

### 철도

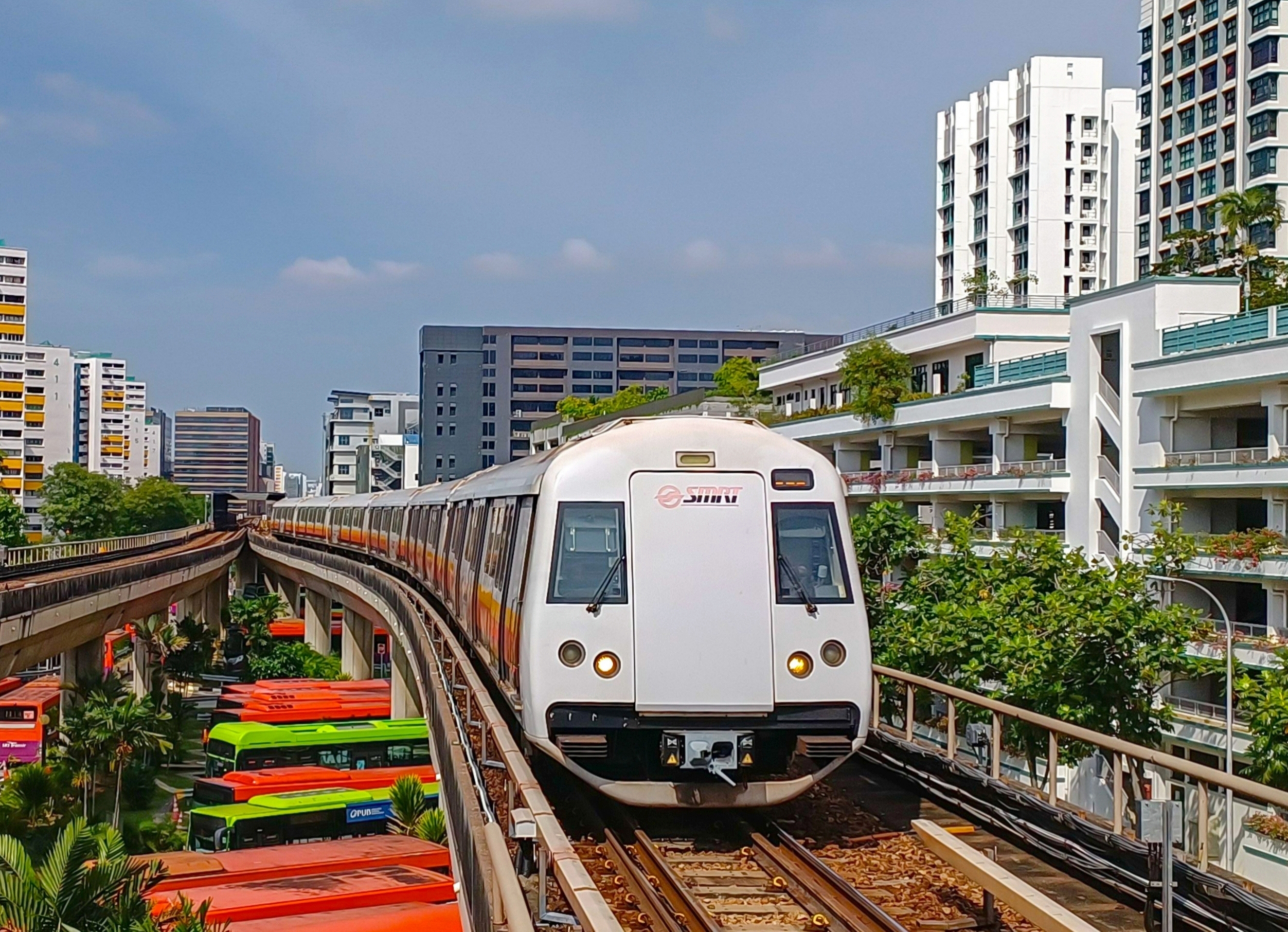
싱가포르 MRT

- 싱가포르 MRT

## 사회
싱가포르는 미국이나 호주처럼 이주민이 건설한 이민국가이면서, 한편으로는 동아시아는 아니지만 대부분 인구를 차지하는 중국계 사회에서는 동양식 전통적 가족관이 유지되고 있다. 싱가포르에서는 시부모나 나이 드신 분을 모시고 살거나, 실직하여 생계를 잇기 힘든 남자 형제를 도와주고 고아가 된 조카를 입양하는 것이 전통적 가치관으로 여겨진다.

### 주민과 이민 정책

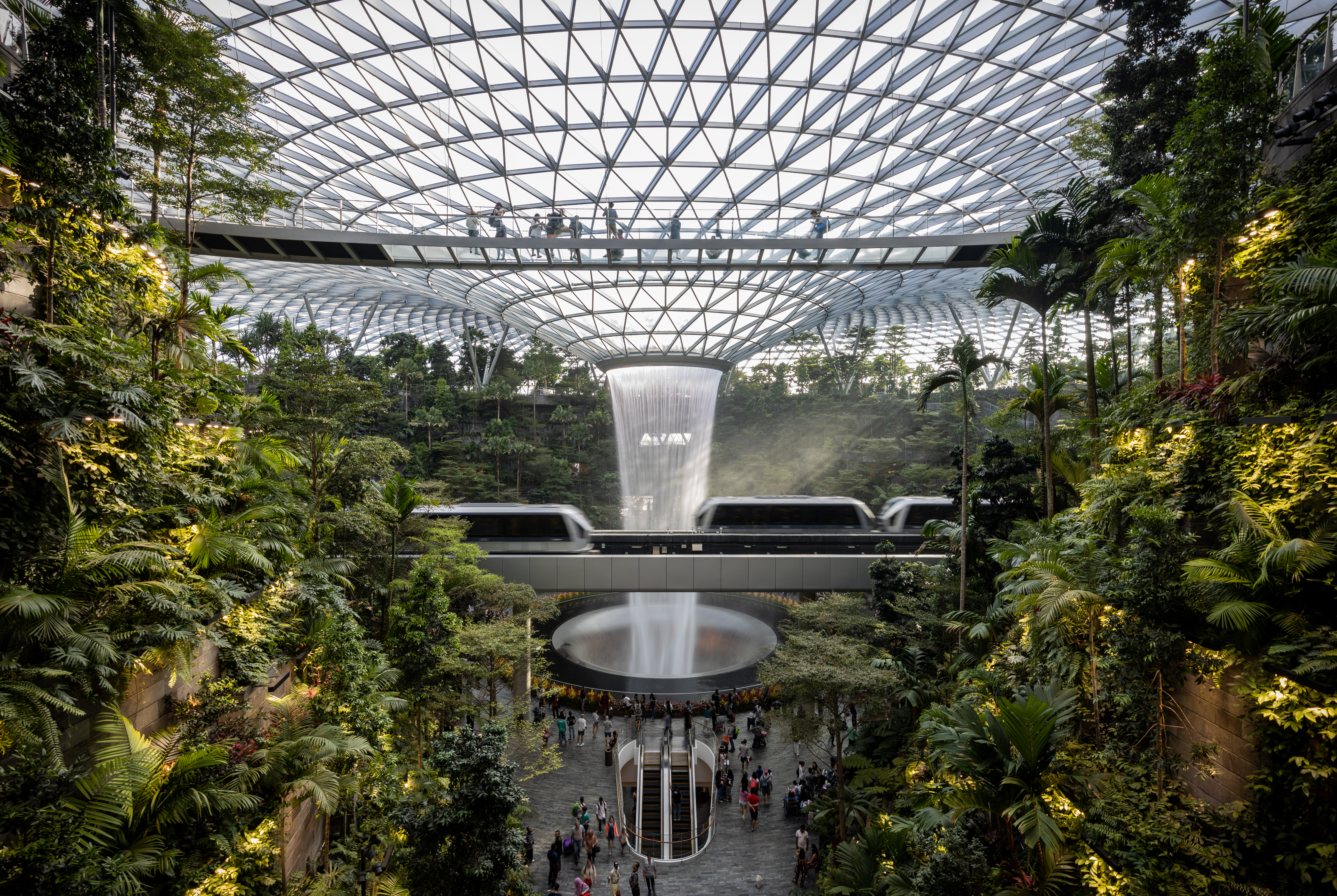
주얼 창이 에어포트

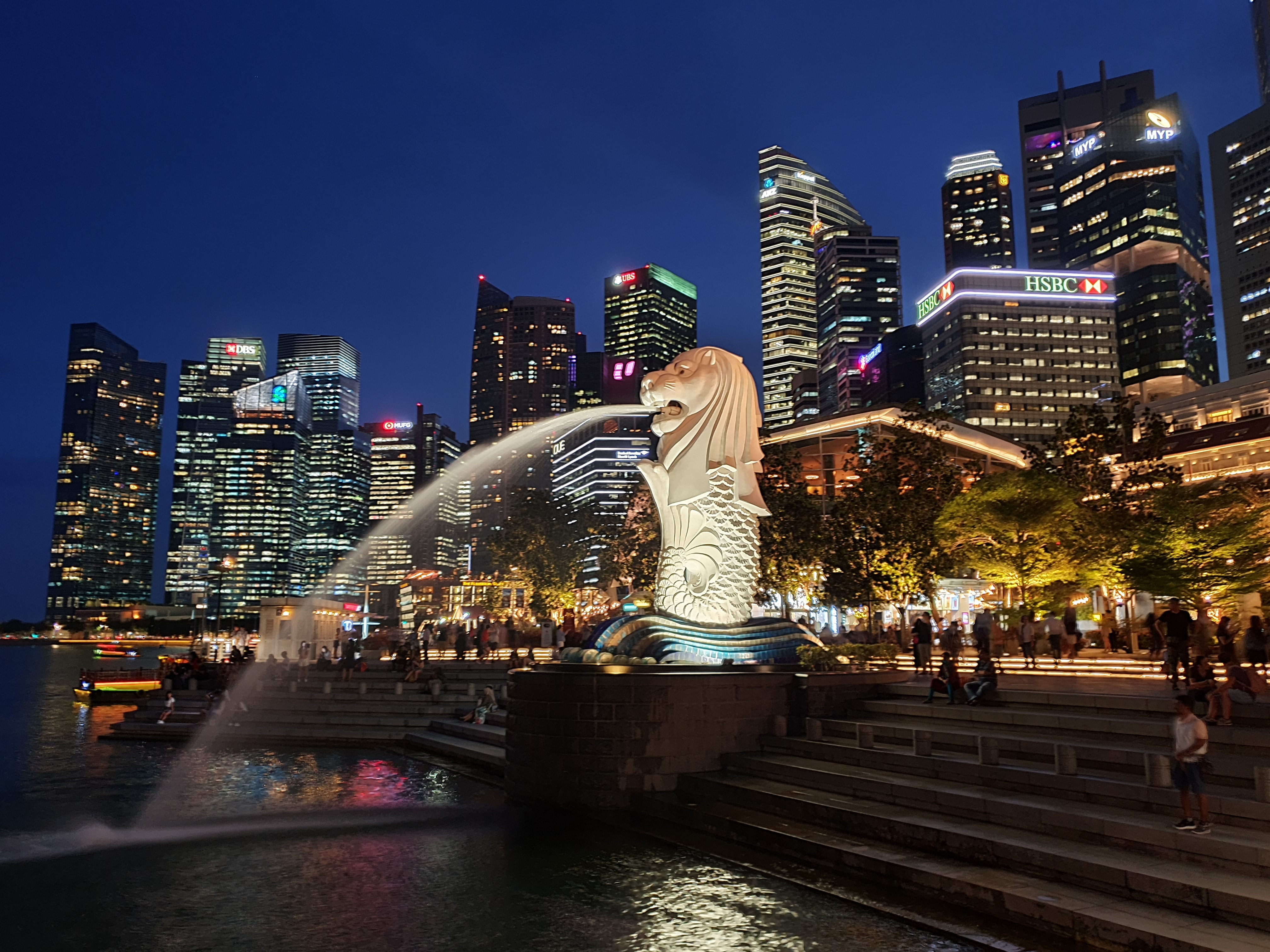
머라이언

민족별로는 중국계가 전체 인구의 74%를 차지하며, 말레이인이 13%로 두번째로 많다. 그 밖에 영연방 출신인 인도인(주로 타밀인 출신) 등의 여러 민족이 거주한다.
지속적인 경제성장을 위해 국가에서 이민을 장려하고 있으며, 한 해에 태어나는 싱가포르인 아기보다 이민으로 유입되는 새로운 시민의 숫자가 더 많다. 특히 향후 싱가포르의 국가에 도움이 될 만한 인재에 대해서는 적극적으로 이민을 장려하는 정책을 펼치고 있다. 출산율이 낮음에도 불구하고 이민을 받으며 인구는 오히려 늘고 있는 나라다.
체류비자나 취업비자, 영주권을 얻기가 다른 나라에 비해 쉬우며 투자 및 사업 이민의 경우 100% 외국인 투자가 가능하다.

### 언어
공용어로 말레이어, 영어, 중국어, 타밀어가 있으나, 사실상 영어가 유일한 공용어로 국어 역할을 한다. 싱가포르인들은 2세대 이상으로 가면서 영어가 모국어화된 지 오래다.
말레이시아와 긴 역사 때문에 말레이어는 국민어로 지정되어있다. 타밀어를 공용어로 한 이유는 단순히 타밀인을 배려하기 위한 것이라는 설도 있다.
일상적인 경우에도 영어를 많이 쓰는 편이며, 특히 직장에서는 영어 혹은 중국어가 많이 쓰인다. 하지만 중국어의 경우는 광둥어(광동어)나 다른 지역 중국어 사투리를 구사하는 인구가 많기 때문에 중국계 싱가포르인 사이에서도 영어가 많이 쓰인다. 그래도 대부분 표준 중국어(보통어/북경어)를 쓰는 편이다.
영어가 많이 쓰이긴 하지만 싱글리시라는 일종의 싱가포르인이 구사하는 사투리가 있기도 하다. 이 싱가포르식 영어는 아시아 국가의 영향을 많이 받았으며, 유럽에서 쓰는 영어나 미국에서 쓰는 영어와 약간 차이가 있다. 싱글리시는 영국식 영어를 기반으로 중국어/말레이어 식 억양에 짧고 간단하게 이야기하는 것이 특징이다. 예를 들어 말끝에 "라~"(Lah~)를 붙이는 말버릇이 있다.
홍콩과 비교해서도 영어가 더 폭넓게 쓰이고 있으며 일반 상점가나 택시기사의 영어 구사 능력도 보통 홍콩보다 더 뛰어나다.
이렇게 유창한 영어구사 가능 인구가 많은 덕분에 영국, 미국과 다른 서방국가에서는 홍콩과 함께 아시아에 진출하기 쉬운 거점도시로서 싱가포르를 선택하는 경우가 많다. 물론 유럽계 백인은 소수지만 영어 모국어화 정책 덕분이다.
간판은 모두 영어로만 단독 표기되고 공문서나 안내문 등은 영어 단독표기 내지 4개 언어를 모두 병기하며 컴퓨터 언어도 영어로 설정되어 있고 군부대, 대학가, 경찰서/관공서 등의 생활 속에서도 영어가 많이 쓰인다. 중국어나 말레이어는 단독 표기가 금지된다. 그리고 싱가포르 법원은 영어로 재판을 진행하며 영어 외 언어로 된 증거자료는 번역 및 공증을 요구하고 영어를 못 하는 증인, 참고인, 피고인은 통역을 붙이게 된다. 광동어로 재판이 진행되고 한문으로 문서를 제출하는 홍콩 법원과의 차이점이다.
싱가포르의 명목상 국어가 말레이어인지라 국가만은 말레이어로 되어 있다.

### 교육

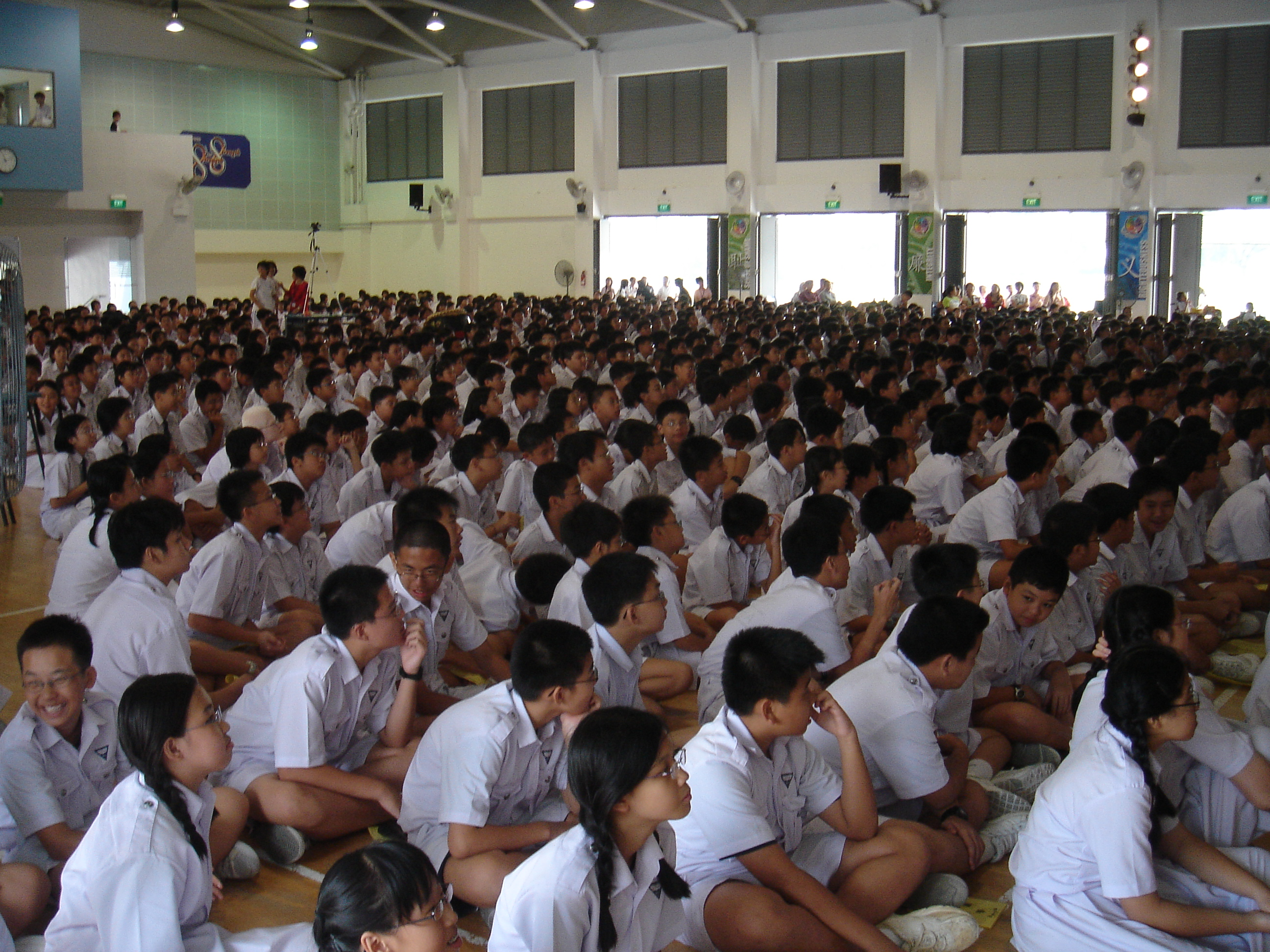
싱가포르의 중학교

2000년부터, 초등 교육이 의무 교육이 되었으며, 문맹률은 아시아에서 가장 낮은 5% 미만이다. 1997년 TIMSS자료에서는 싱가포르가 수학과 과학에서 일본(수학 및 과학 3위), 한국(수학 2위, 과학 4위), 미국(수학 28위, 과학 17위)을 제치고, 모두 1위(1995, 1999, 2003년)를 차지한 바가 있다.
사립학교와 공립학교가 섞여 있으나, 싱가포르 교육부에서 표준 과정을 설정하고 있으며, 사립학교의 구분도 분명치 않은 것이 어떤 학교는 정부가 운영하고, 어떤 학교는 정부 보조를 받고, 자율 운영, 독립 혹은 개인 재정에 의한 학교 재정 등 다양하다. 또한 수준 높은 다양한 국제학교가 외국인 파견 근무자의 가족을 위해 운영된다.
동아시아 국가들과는 달리 주입식 교육보다는 토론과 참여 등 미국/영국식 교육을 선호한다. 또한 학교 생활에서의 스트레스는 한국, 일본, 중화민국 등 동아시아 국가들보다 환경이 좋음에도 학업 경쟁 때문에 훨씬 심한 편이다. 이런 면에서 심한 수준으로 경쟁 교육 과정이 진행되고 있다는 것을 알 수 있다. 물론 한국이나 일본처럼 경쟁이 과열되지는 않은 편이다.
초등학교를 마친 후에는 초등 졸업시험(PSLE, Primary School Leaving Examination)이라는 시험을 치르고 중등과정 이후에는 진학진로에 따라 시험과정이 각각 다르게 설정된다.
대학교로는 싱가포르 국립대학, 난양 이공대학와 싱가포르 경영대학이 유명하다. 이 외에 기술 대학으로 테마섹, 싱가포르, 니안, 난양, 리퍼블릭 폴리테크닉 등이 있다. 특히 싱가포르 경영대학은 로스쿨 및 MBA로 유명하다.
사립고등교육기관으로는 SIM Global, PSB Academy, Kaplan, MDIS 등이 있다. 사립대학교라고 인지되는 이 사립 교육기관들의 경우 인천송도글로벌캠퍼스와 유사한 시스템으로 운영이되며, 자체 디플로마(Diploma) 프로그램 수료 후 각각의 해외 파트너 대학의 학위를 받을 수 있도록 만든 교육 기관들이다.

## 문화

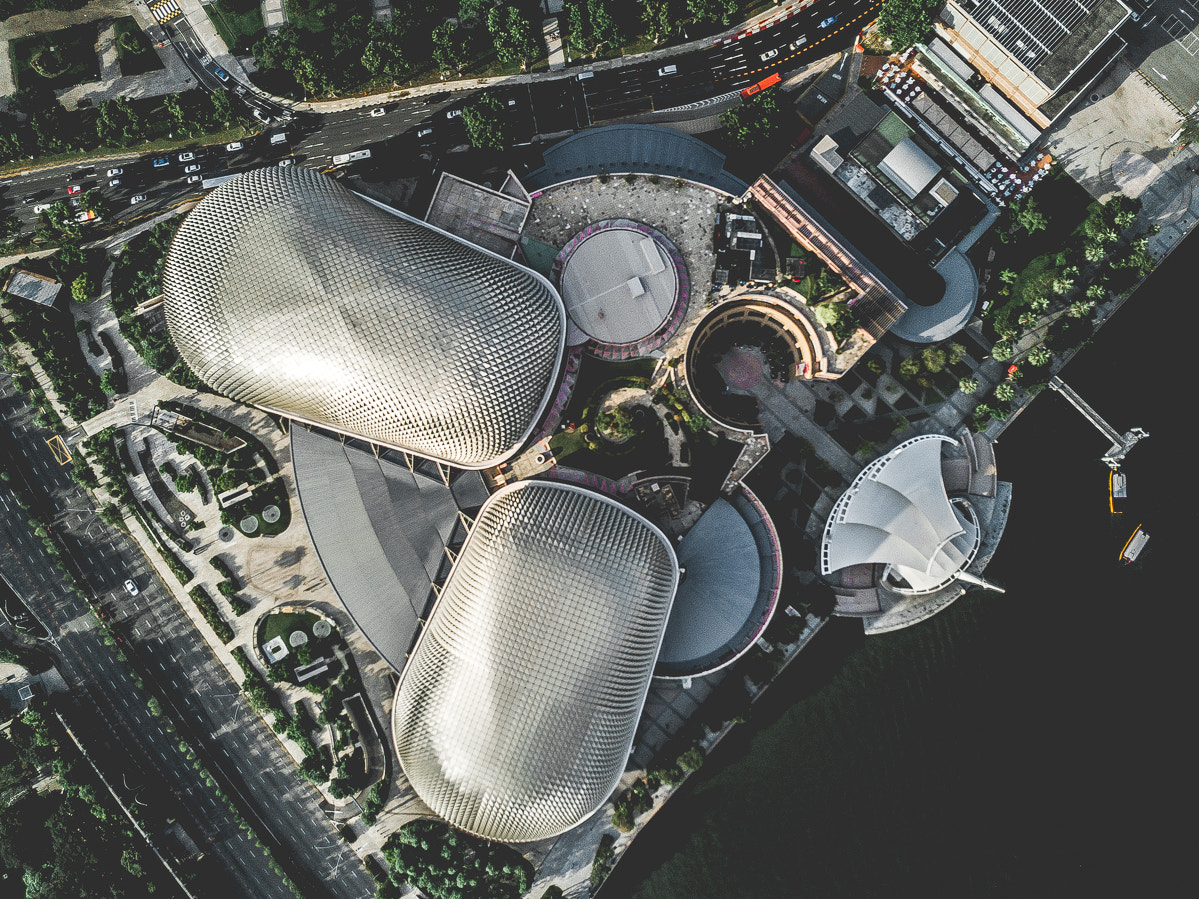
에스플레네이드

싱가포르는 원래 살던 말레이인 인구와 3대에 걸친 중국인 및 타밀, 이민으로 유입된 아랍인 그리고 현대에 이민오거나 현지에 파견된 한국인을 포함한 여러 민족과 문화가 다양하게 섞여 만들어 내는 복합적 문화를 발전시키고 있다.
특히 영국 식민지 문화와 페라나칸(Peranakan, 해협 중국인 사회)의 문화가 주류를 이루고 있다.
근래에 들어 미국 문화의 영향을 많이 받고 있으나 싱가포르 사람들이 주로 쓰는 영어는 식민지 문화의 영향을 받은 영국식 영어이다. 여기에 다양한 중국어 방언, 말레이어, 타밀어가 뒤섞여서 싱글리쉬라는 일종의 영어 방언을 만들고 쓰게 되었다.
교육제도에서 영어가 주된 언어로 쓰이기 때문에 싱가포르의 문학은 주로 영어로 쓰인다.
식민지시대에 이민자를 분리수용하는 정책 때문에 리틀인디아 및 차이나타운과 같은 민족성이 나타나는 지역이 아직도 존재하며, 결과적으로 이주민들이 자국에서 가져온 건축적 영향력이 잘 보존되어 건축물을 통해 각 민족의 성격을 느낄 수 있다. 중국인 구역에서는 여러 층으로 된 탑들, 용 형상 구조물과 조각품들, 건물 외벽에 붉은색과 황금색을 많이 사용하는 등 중국의 다양한 건축 양식을 만날 수 있다. 중국인 이주자들은 싱가포르에서 가장 크고 아름다운 불교 사원을 건설하기도 했는데, 시옹림(Siong Lim, 雙林)사원이 그것이다.
이주민들이 가져온 다양한 종교의 사원이 시내에 건축되었을 뿐만 아니라 종교적으로 관용을 지닌 국가의 본보기로 성장할 수 있었다.
인기 있는 스포츠는 축구이나, 수구에서 강세를 보이고 있다.

### 공연 예술
1990년 이래로 싱가포르 정부는 싱가포르를 동과 서를 아우를 수 있는 문화와 예술의 중심지로 진정한 코스모폴리턴의 관문으로 만들려는 정책을 펼치고 있다. 이러한 노력 중 하나는 2002년 10월 12일 문을 연 에스플라네이드 극장이다. 연극, 무용, 음악 그리고 비주얼 아트등으로 구성된 예술축제는 국립예술위원회가 매년 개최한다.
2006년에 처음 개최된 싱가포르 비엔날레는 전 세계의 현대예술을 주제로 하였고, 2008년에는 동남아시아 작품을 소재로 하였다. 내부적으로는 기존 싱가포르인과 이민자 사이에 잘 보이지 않는 긴장과 반목이 존재하고 있기도 하다. 하지만 이 또한 정부의 강력한 정책으로 억제되고 있다. 실제로 미래에 17~19세기의 미국 사회와 같은 새로운 이민문화가 생길 수 있을지는 두고봐야 할 과제이다.

### 종교와 휴일
| 종교 구성 (싱가포르) - 합이 100%가 넘는다. 입력한 분은 확인 후 수정 요청. | 종교 구성 (싱가포르) - 합이 100%가 넘는다. 입력한 분은 확인 후 수정 요청. | 종교 구성 (싱가포르) - 합이 100%가 넘는다. 입력한 분은 확인 후 수정 요청. | 종교 구성 (싱가포르) - 합이 100%가 넘는다. 입력한 분은 확인 후 수정 요청. | 종교 구성 (싱가포르) - 합이 100%가 넘는다. 입력한 분은 확인 후 수정 요청. |
| ------------------------------------------------------------------------- | ------------------------------------------------------------------------- | ------------------------------------------------------------------------- | ------------------------------------------------------------------------- | ------------------------------------------------------------------------- |
|                                                                           |                                                                           |                                                                           |                                                                           |                                                                           |
| 불교                                                                      | 불교                                                                      |                                                                           | 31.1%                                                                     | 31.1%                                                                     |
| 도교                                                                      | 도교                                                                      |                                                                           | 8.8%                                                                      | 8.8%                                                                      |
| 무종교                                                                    | 무종교                                                                    |                                                                           | 20%                                                                       | 20%                                                                       |
| 기독교                                                                    | 기독교                                                                    |                                                                           | 18.9%                                                                     | 18.9%                                                                     |
| 이슬람교                                                                  | 이슬람교                                                                  |                                                                           | 15.6%                                                                     | 15.6%                                                                     |
| 힌두교                                                                    | 힌두교                                                                    |                                                                           | 5%                                                                        | 5%                                                                        |
| 전통종교 및 기타                                                          | 전통종교 및 기타                                                          |                                                                           | 0.6%                                                                      | 0.6%                                                                      |

국교는 없으며 불교, 기독교, 이슬람교, 힌두교, 유대교 등 다양한 종교를 믿는 인종들이 같이 살고 있다. 종교의 자유가 있지만 제한도 있는데, 예를 들어 여호와의 증인 활동을 1972년부터 금지하는 등이 있다. 강력한 정부 권력에 의해 다른 국가에서 볼 수 있는 정치적 종교 관여나 종교 분쟁은 찾아볼 수 없다.
2020년 통계자료에 따르면 불교 31%, 기독교 19%, 이슬람교 16%, 힌두교 5%, 전통종교 및 도교 9%, 그 외 종교가 0.6%이고 무종교가 20%를 보이고 있다. 과거 통계에 비해 불교와 도교는 급감한 반면 기독교 신자와 무종교인은 늘고 있는데 중국계를 중심으로 기독교 개종 및 무종교화가 활발해서이다.
국가 공휴일을 보면 하리라야하지, 석탄일, 디파발리(힌두 음력설), 하리라야푸아사(라마단), 크리스마스 등 다양한 종교의 휴일이 국가 공휴일(Bank Holiday)로 지정되어 있다.
이렇게 다양한 싱가포르의 종교는 일상생활에서도 잘 나타나는데, 무슬림을 위해 하람(Haram, 금기)인 돼지비계기름(Lard)의 사용 유무를 표시한 레스토랑을 쉽게 볼 수 있으며, 또한 할랄과 카슈루트를 준수하는 음식점과 채식주의자를 위한 음식점 그리고 일반 음식점들이 나란히 모여 함께 영업하는 모습도 볼 수 있다.
이 나라의 기독교는 대부분 천주교 및 개신교 신자이며 특히 개신교 중에서도 장로회 및 성공회 비중이 높다. 싱가포르 기독교는 주로 학력이 높고 영어를 일상 언어로 사용하는 중국계를 중심으로 인기를 끌고 있다.
중요한 절기는 다음과 같다.
| 날짜(매해 다를 수 있음) | 이름(중국어)                                     | 유래          |
| ----------------------- | ------------------------------------------------ | ------------- |
| 1월 1일                 | New Year（元旦·원단）                            | 새해          |
| 2월 14일                | Chinese New Year（春節·춘절, 華人新年·화인신년） | 설날          |
| 4월 2일                 | Good Friday（耶穌受難日,예수 수난일）            | 성금요일      |
| 4월 4일                 | Easter（復活節,부활절）                          | 부활절        |
| 5월 1일                 | Labour Day（勞動節）                             | 노동절        |
| 5월 28일                | Vesak Day（衛塞節）                              | 석가탄신일    |
| 7월 3일                 | Youth Day（靑年節）                              | 청년절        |
| 8월 9일                 | National Day（新加坡國慶日, 國慶日·국경일）      | 독립기념일    |
| 9월 10일                | Hari Raya Puasa（開齋節·개재절）                 | 라마단        |
| 10월 7일                | Children's Day（兒童節·아동절）                  | 어린이날      |
| 11월 15일               | Diwali/Deepavali（屠妖節·도요절）                | 인도 연등행사 |
| 11월 17일               | Hari Raya Haji（哈芝節）                         | 합지절        |
| 12월 25일               | Christmas Day（聖誕節·성탄절）                   | 크리스마스    |

### 음식

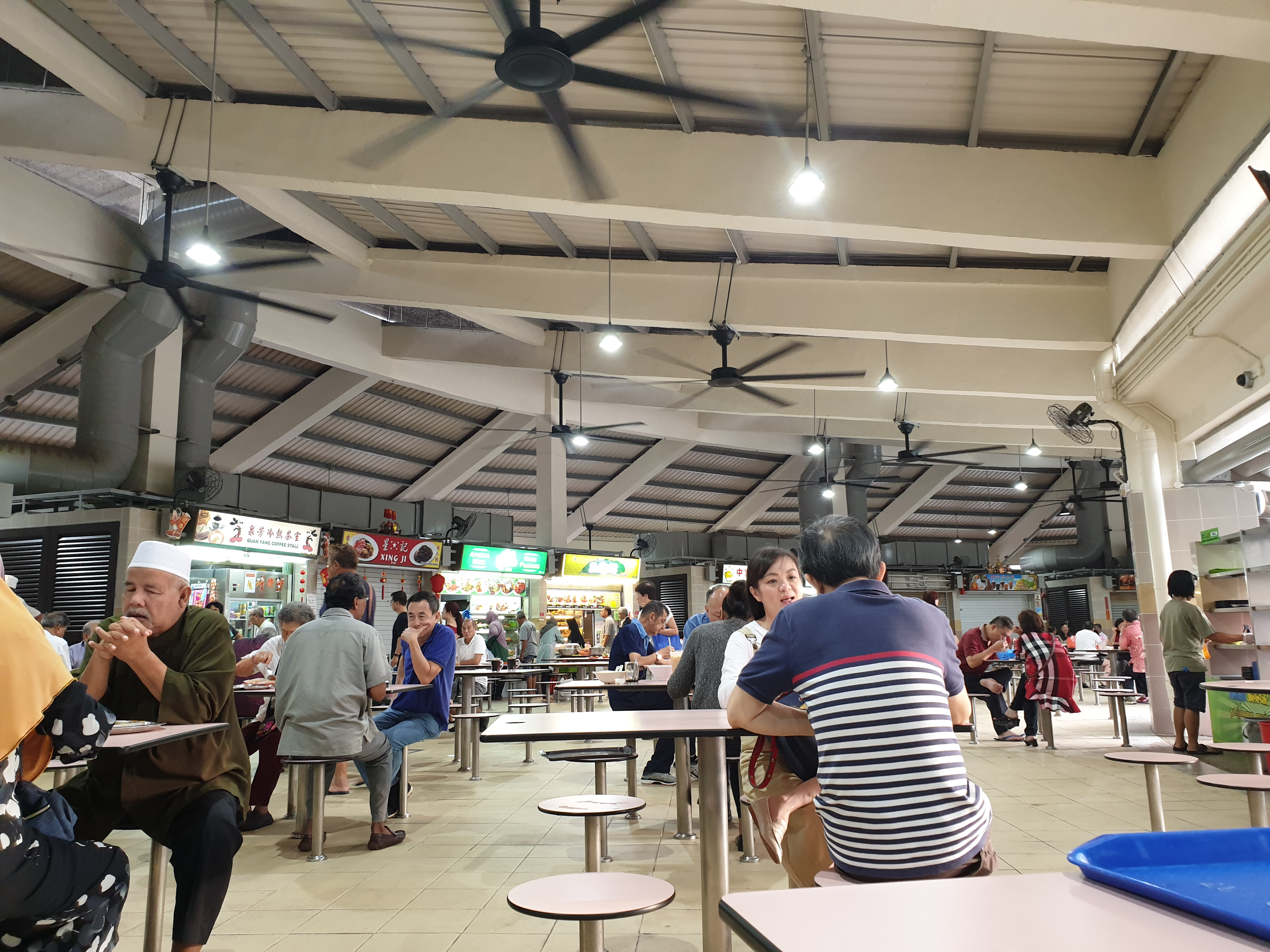
싱가포르 음식을 즐기는 사람들, 호커센터와 코피티암

싱가포르에서 식사는 삶의 중요한 부분이다. 싱가폴 음식은 싱가포르의 다양한 문화 중 한 예이다. 문화 간 혼합을 통해 독특한 싱가포르 요리를 만들어 낸 사례이기도 하다.
- 칠리 크랩: 매운 토마토 소스의 게 요리.
- 바쿠테:돼지고기,허브,마늘 등으로 우려낸 국물 요리.
- 하이난 닭고기밥: 싱가포르의 대표 음식.
- 카야 토스트: 싱가포르에서 아침 식사로 흔히 먹는다.
- 블랙페퍼 크랩: 칠리 크랩과 함께 유명한 후추 소스로 만든 게 요리.
- 블랙소스 프론: 검은 두반장 소스의 대하 요리.
- 삼발 머슬: 삼발소스를 얹어 쪄낸 홍합 요리.
- 튀긴 오징어: 바삭하게 튀긴 작은 오징어 요리. 주로 맥주 안주로 즐겨 먹는다.
- 사테: 돼지고기, 소고기, 양고기, 닭고기를 주로 한 꼬치 요리로 땅콩 소스에 찍어먹는다.